# ベスタビアヒルズ (アラバマ州)
ベスタビアヒルズ（Vestavia Hills）は、アメリカ合衆国アラバマ州のジェファーソン郡にある都市。人口は3万9102人（2020年）。バーミングハムの郊外に位置している。

## 概要
地名は1925年に当時の市長が建てた家に由来している。この建物はローマのウェスタ神殿（Temple of Vesta）と似ていたため「ベスタビア」と呼ばれ地域のランドマークとなった。
1950年に法人化し「ベスタビアヒルズ市」が誕生した。法人化後は住宅地の造成が盛んとなり人口は急増した。合併により拡大した飛び地がある。富裕層の住民が多い。

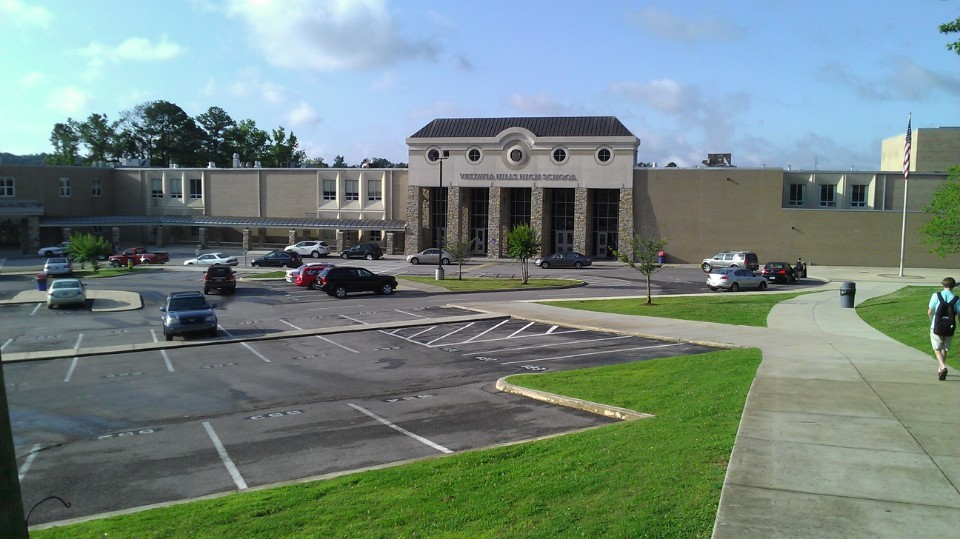
ベスタビアヒルズ高校